# Anna Maria z Meklemburgii-Schwerinu
Anna Maria (ur. 1 lipca 1627 w Schwerinie, zm. 11 grudnia 1669 w Halle) – księżniczka Meklemburgii-Schwerin, poprzez małżeństwo księżna Saksonii-Weißenfels (od 1657). 
Urodziła się jako druga córka (czwarte dziecko) księcia Meklemburgii-Schwerin Adolfa Fryderyka I i jego pierwszej żony księżnej Anny Marii z Fryzji Wschodniej. 
23 listopada 1647 w Schwerinie poślubiła przyszłego księcia Saksonii-Weißenfels Augusta (tron objął w 1657). Para miała dwanaścioro dzieci:
- księżniczkę Magdalenę Sybillę (1648-1681), przyszłą księżną Saksonii-Gotha-Altenburg
- Jana Adolfa I (1649-1697), kolejnego księcia Saksonii-Weißenfels
- księcia Augusta (1650-1674)
- księcia Chrystiana (1652-1689)
- księżniczkę Annę Marię (1653-1671)
- księżniczkę Zofię (1654-1724), przyszłą księżną Anhalt-Zerbst
- księżniczkę Katarzynę (1655-1663)
- księżniczkę Krystynę (1656-1698)
- księcia Henryka (1657-1728), przyszłego hrabiego Barby
- księcia Albrechta  (1659-1692)
- księżniczkę Elżbietę (1660-1663)
- księżniczkę Dorotę (1662-1663)